# Binocle
Un binocle, ou face-à-main, ou lorgnette, est une paire de lunettes de vue dépourvue de branches, comprenant deux verres correcteurs cerclés. On le tient à la main par un manche latéral. Il est inventé par l'opticien Georges Adam (en) en 1780. Il a un seul verre par œil.

## Autres types de lunettes sans branches
D'autres types de lunettes sans branches existent :
- la lorgnette de théâtre, face-à-main comportant plusieurs verres par œil, formant ainsi de petites jumelles ;
- les besicles, ou bésicles, sans manche ;
- le pince-nez, maintenu sur le nez par un mécanisme à ressort.

Le lorgnon est un terme générique désignant aussi bien le binocle que les besicles ou le pince-nez.
Pour éviter la chute de leur binocle, les hommes pouvaient l'attacher à leur bouton du gilet par une gourmette, les femmes à une broche ou au chapeau par une chaînette.
Le binocle est utilisé jusqu'au début du XXe siècle, principalement dans les classes supérieures.

## Galerie

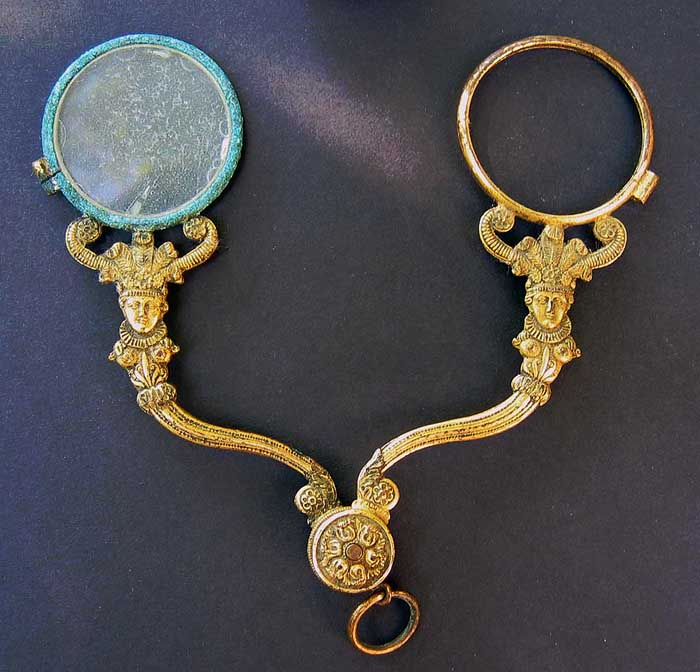
Binocle ciseau
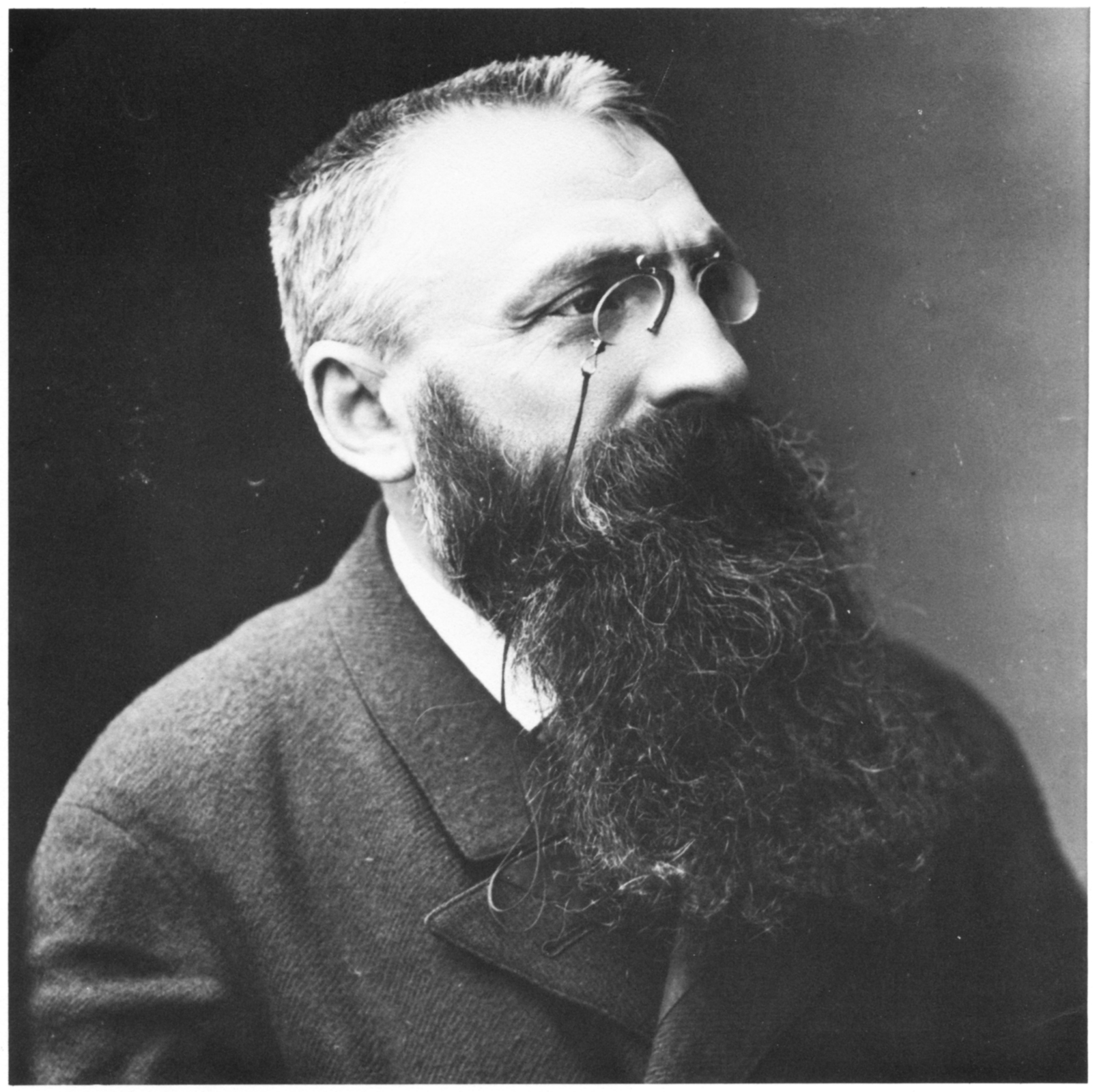
Auguste Rodin portant un pince-nez
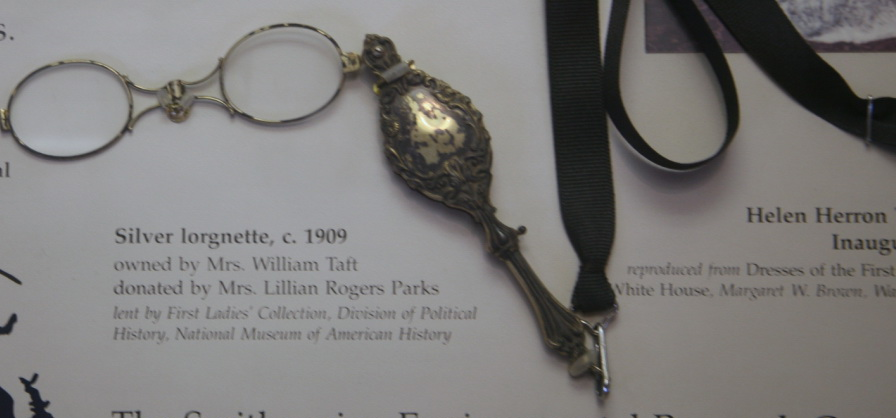
Face-à-main en argent

## Langage familier
En langage familier, et toujours au pluriel, le terme binocles signifie les lunettes. Un binoclard est par conséquent une personne portant des lunettes.